# Wierzchuca Nadbużna
Wierzchuca Nadbużna – kolonia w Polsce położona w województwie podlaskim, w powiecie siemiatyckim, w gminie Drohiczyn. Leży na prawym brzegu Bugu.
W latach 1975–1998 miejscowość administracyjnie należała do województwa białostockiego.